# Iglesia de San Torcuato (Calatayud)
La iglesia de San Torcuato fue un edificio situado en la ciudad española de Calatayud, en la provincia de Zaragoza.

## Descripción
El edificio se encontraba en la ciudad española de Calatayud, perteneciente a la provincia de Zaragoza. Se menciona en el quinto volumen del Diccionario geográfico-estadístico-histórico de España y sus posesiones de Ultramar de Pascual Madoz, en la entrada correspondiente a Calatayud, con las siguientes palabras:

San Torcuato: tambien parr., sit. al SO. en la plaza que lleva este nombre; un capítulo de 2 beneficiados en el que asi mismo reside la cura de almas, desempeña este ministerio y tiene un sacristan por dependiente: la igl. consta de 3 naves cuya long. es de 52 pies y su lat. de 22 en la de medio y 11 en las laterales: en la cabeza se ve el retablo mayor y 8 en los costados, distinguiéndose entre todos el del Cristo de las Batallas, por su ant. imágen: la sacristia contiene 2 retratos de medio cuerpo pintados al óleo.
(Madoz, 1846, p. 262)